# كعكة (فلم)
كعكة (بالإنجليزية: Cake) هو فيلم دراما تم إصداره في الولايات المتحدة سنة 2014. الفيلم من إخراج دانيل برنز.

## القصة
سيدة (جينفر انيستون) حصل لها حادث أثر على حياتها تتعرض لهلاوس نتيجة ادمانها للمسكنات فتتخيل انها تتواصل مع روح منتحره حديثا(انا كندريك) تعرفت عليها من مجموعة الدعم التي تحضرها

## الممثلون والشخصيات
- جينيفر أنيستون
- سام ورذينجتن
- أنا كندريك
- كريس ميسينا
- ويليام ميسي

## وصلات خارجية
- كعكة على موقع IMDb (الإنجليزية)
- كعكة على موقع ميتاكريتيك (الإنجليزية)
- كعكة على موقع الموسوعة البريطانية (الإنجليزية)
- كعكة على موقع روتن توميتوز (الإنجليزية)
- كعكة على موقع نتفليكس (الإنجليزية)
- كعكة على موقع قاعدة بيانات الأفلام العربية
- كعكة على موقع ألو سيني (الفرنسية)
- كعكة على موقع أول موفي (الإنجليزية)
- كعكة على موقع فيلمافينيتي (الإسبانية)
- كعكة على موقع قاعدة بيانات الفيلم (الإنجليزية)